# John Balliol
John Balliol, född cirka 1249, död cirka 25 november 1315, var kung av Skottland från 17 november 1292 till 10 juli 1296. Han var far till Edward Balliol.
När den skotska kungaätten 1286, med Alexander III, utslocknade på manssidan, skulle kronan tillfalla hans dotterdotter Margareta ("flickan från Norge", dotter till norska kungen Erik Prästhatare), men hon avled 1290 på färden till Skottland. 
Nu uppträdde inte mindre än 13 pretendenter till skotska kronan. De mest betydande av dessa var John Balliol, lord av Galloway, och Robert Bruce, earl av Annandale, den förre dotterson till den äldre, den senare son till den yngre dottern till earlen av Huntingdon, kung Vilhelm Lejonets bror. 
Edvard I, kung av England, tog avgörandet av trontvisten i sin hand och erkändes av skotska parlamentet som skiljedomare. En kommission, bestående av 24 engelsmän, utnämnda av Edvard, och 40 skottar, utsedda av Balliol och Bruce, avgjorde till förmån för Balliol, vilken nu svor Edvard länsed. 
Balliol blev dock snart missnöjd med sin beroendeställning och grep till vapen, under förhoppning om fransk hjälp, men blev av Edvard 1296 slagen vid Dunbar samt tillfångatagen och förd till London, där han insattes i Towern. Efter tre år blev han frigiven och begav sig då till sina arvegods i Normandie, där han dog 1315.